# Gewone wilgenroosjesmot
De gewone wilgenroosjesmot (Mompha epilobiella) is een vlinder uit de familie wilgenroosjesmotten (Momphidae). De wetenschappelijke naam is voor het eerst geldig gepubliceerd in 1775 door Denis & Schiffermüller.
De soort komt voor in Europa.